# András Csonka
András Csonka (Budapest, 1º maggio 2000) è un calciatore ungherese, centrocampista del Zalaegerszeg.

## Carriera

### Club
Parte dell'accademia del Ferencváros TC dal 2015, viene integrato alla prima squadra dell FTC nell'ottobre 2016 per una partita contro il SK Slovan Bratislava. Gioca in tutto sei partite prima di firmare il suo primo contratto professionale con il club nel marzo 2017. Fa il suo esordio in prima divisione ungherese il 27 agosto 2017 contro il Videoton.

### Nazionale
Csonka è internazionale con gli Under 17 ungheresi con la quale raggiunge i quarti di finale degli Europei di categoria 2017.
In seguito gioca anche la competizione europea con gli under 21 ungheresi in 2021.

## Statistiche

### Presenze e reti nei club
Statistiche aggiornate al 27 maggio 2023.
| Stagione        | Squadra         | Campionato      | Campionato | Campionato | Coppe nazionali | Coppe nazionali | Coppe nazionali | Coppe continentali | Coppe continentali | Coppe continentali | Altre coppe | Altre coppe | Altre coppe | Totale | Totale | Totale |
| Stagione        | Squadra         | Comp            | Pres       | Reti       | Comp            | Pres            | Reti            | Comp               | Pres               | Reti               | Comp        | Pres        | Reti        | Pres   | Reti   |        |
| --------------- | --------------- | --------------- | ---------- | ---------- | --------------- | --------------- | --------------- | ------------------ | ------------------ | ------------------ | ----------- | ----------- | ----------- | ------ | ------ | ------ |
| 2016-2017       | Ferencváros     | NB1             | 0          | 0          | CU              | 1               | 0               |                    | -                  | -                  |             | -           | -           | 1      | 0      |        |
| 2017-2018       | Ferencváros     | NB1             | 1          | 0          | CU              | 0               | 0               | UEL                | 1                  | 0                  |             | -           | -           | 2      | 0      |        |
| 2018-2019       | Ferencváros     | NB1             | 5          | 0          | CU              | 5               | 0               |                    | -                  | -                  |             | -           | -           | 10     | 0      |        |
| ago.-dic. 2019  | Ferencváros     | NB1             | 5          | 0          | CU              | 2               | 0               | UCL+UEL            | 0                  | 0                  |             | -           | -           | 7      | 0      |        |
| gen.-giu. 2020  | Soroksár        | NB2             | 17         | 1          | CU              | 0               | 0               |                    | -                  | -                  |             | -           | -           | 17     | 1      |        |
| 2020-gen. 2021  | Ferencváros     | NB1             | 0          | 0          | CU              | 1               | 0               | UCL                | 0                  | 0                  |             | -           | -           | 1      | 0      |        |
| gen.-giu. 2021  | Budafok         | NB1             | 18         | 1          | CU              | 0               | 0               |                    | -                  | -                  |             | -           | -           | 18     | 1      |        |
| 2021-gen. 2022  | Gyirmót         | NB1             | 10         | 1          | CU              | 2               | 0               |                    | -                  | -                  |             | -           | -           | 12     | 1      |        |
| gen.-giu. 2022  | Budafok         | NB2             | 13         | 0          | CU              | 0               | 0               |                    | -                  | -                  |             | -           | -           | 13     | 0      |        |
| 2022-2023       | Budafok         | NB2             | 31         | 1          | CU              | 4               | 0               |                    | -                  | -                  |             | -           | -           | 35     | 1      |        |
| Totale carriera | Totale carriera | Totale carriera | 100        | 3          |                 | 15              | 0               |                    | 1                  | 0                  |             | -           | -           | 116    | 4      |        |

## Palmarès

### Club

#### Competizioni nazionali
- Coppa d'Ungheria: 1

Ferencváros: 2016-2017
- Campionato ungherese: 1

Ferencváros: 2018-2019